# 佐竹親直
佐竹 親直（さたけ ちかなお）は、安土桃山時代から江戸時代初期にかけての武将。長宗我部氏の家臣。上ノ加江城主佐竹義秀の子。蔵人佐。

## 経歴
佐竹家の祖先は常陸より土佐に入ったといわれている。上ノ加江城主佐竹義秀の子で、天正9年（1581年）に父が伊予で戦没、跡を継ぎ同城主となり、長宗我部元親に仕えて重用され、元親の三女・阿古姫を娶ることを許された。主家改易後も主君・長宗我部盛親に従い、1615年の大坂の陣も盛親に従い、八尾の戦いで戦死した。
なお、親直の子は母とともに伊達政宗に捕らえられるが、のちに仙台藩に仕え、伊達騒動の際に原田宗輔を斬った柴田朝意である。